# Edvart Christensen
Edvart Christian Christensen (* 21. Februar 1867 in Ramnes; † 13. August 1921 in Oslo) war ein norwegischer Regattasegler.

## Karriere
Edvart Christensen belegte zusammen mit Eigil Kragh Christiansen und dessen Vater Hans Christiansen bei den Olympischen Spielen 1912 in Stockholm den fünften Platz in der Regatta mit der 6-m-Klasse.